# ネギトロ

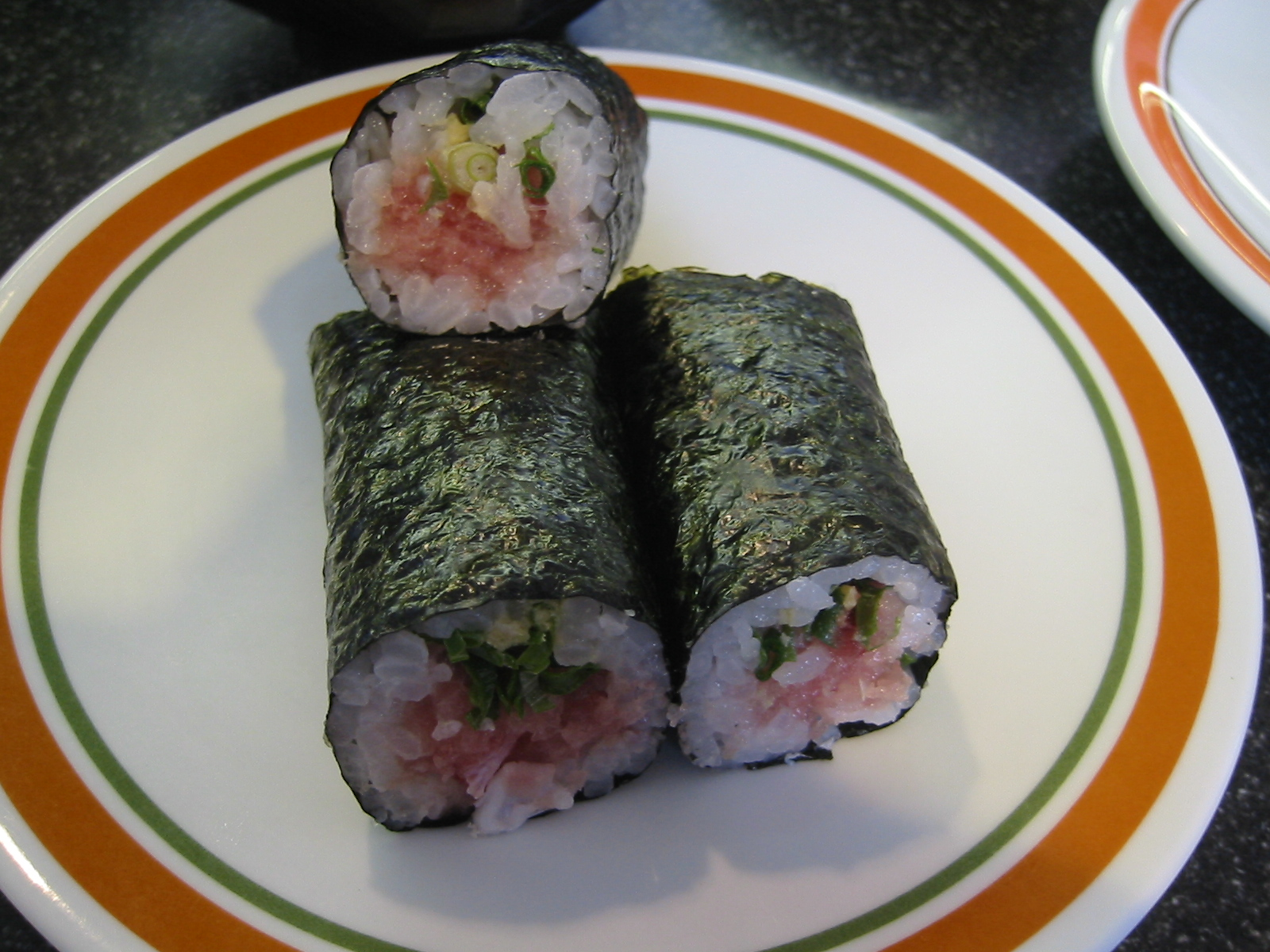
ネギトロ巻き（細巻き寿司）

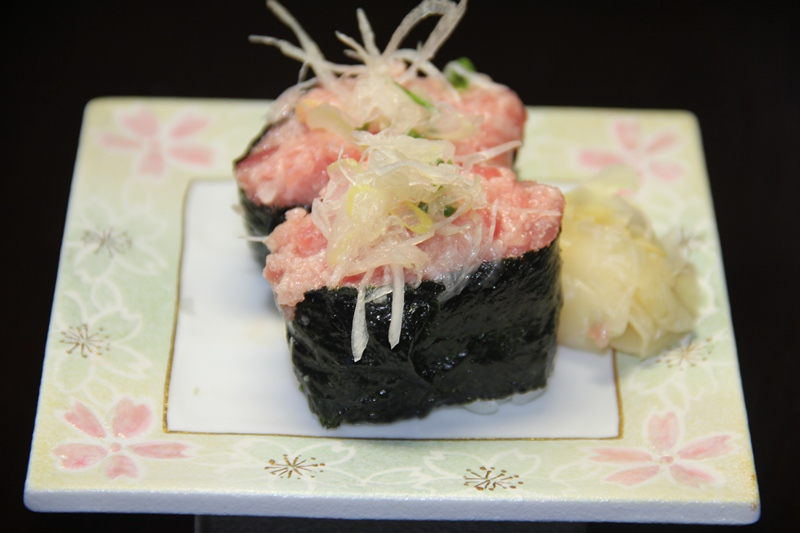
ネギトロ（軍艦巻き）

ネギトロは、日本で生まれたマグロを生で食する調理法で、マグロのトロまたは中骨に付く「中落ち」や腹などの「すき身」をたたき、ネギなどと合わせたものである。軍艦巻き、細巻き寿司（ネギトロ巻き）など寿司のほか、丼物（ネギトロ丼）の材料に使われる。ネギを含まないマグロすき身のたたきのみの素材をネギトロと呼ぶこともある。
寿司店の商品としてのネギトロ巻きは、1960年代半ばに東京で生まれたとされる（#起源）。語源は諸説ある（#名称の由来）。

## 歴史

### 前史
日本において、マグロを寿司ネタに用いるようになったのは、江戸時代後期の文政年間（1818年-1830年）、江戸の華屋与兵衛が握り寿司を開発し、シャリに、それに見合う大きさに切った魚介を載せた。関東で醸造が行われるようになった醤油を付けて食し、マグロは一定時間それに漬けたもの（「ヅケ」）を供した。
脂分が多く、日持ちしない「トロ」は廃棄されていたが、昭和時代に入ると、輸送・保冷技術の発達により、トロを食すことが一般化した。

### 起源
ネギトロ巻きの誕生は、1964年（昭和39年）、浅草に本店がある『金太楼鮨』とされる。三ノ輪店で残った寿司種を手巻き寿司にして賄いで食していたが、鉄火巻きに使用する中落ち・すき身にネギを加えると、マグロの脂っぽさが打ち消された。それを客に提供したところ好評で、常連客を通じて本店にも伝わり、本店のメニューに採用された。また、銀座『鮨さゝ木』の佐々木啓全（ひろまさ）考案との説もある。
しばらくは東京を中心としたごく少数の寿司店で、主に客が注文すれば出すという「裏メニュー」の状態だったが、マグロとネギ、ノリの相性の良さから、女性客を中心に人気を集めていった。
1970年代にはノリの広告で手巻き寿司の組み合わせの1つとして「ネギトロ」という言葉が確認される。1980年代には握りずしに使えない切れ端のトロや、金太楼鮨同様のすき身を使用するなどして、ネギをつかったネギトロ、三つ葉とと合わせた「みつとろ」、山芋と合わせた「やまとろ」などが全国の寿司店の新しい寿司ネタとして提供された。
昭和60年代（1985年-1989年）頃に、巻き寿司として定着。人気寿司種などに関する寿司店へのアンケートでは、ネギトロ巻きは巻き寿司で1981年に全国7位、東京で3位の人気にとどまったが、1992年には全国・北海道東北・関東・東京・関西で人気1位に上昇した。
ネギトロが人気を集める中、伊香保温泉の旅館にマグロの刺身を供給していた群馬県渋川市の赤城水産は、これまで廃棄していた部位を利用しようと、1987年（昭和62年）に、中落ち・すき身のミンチに油脂を加えた商品を開発。「ねぎとろ」と命名した。トロの叩きに似た食感で大量生産が可能となり、1988年には東京・築地市場で販売を開始して一大ブームを起こす。他社も相次いで参入した。こうしてネギが含まれないマグロの赤身に油脂などを混ぜたものも一般にネギトロと呼ばれ広まった
一方、トロを使用しないこれらの商品について「ネギトロとは名ばかり」、「植物性油脂を入れているのに、その表示がない」などの批判があった。人気の中で粗悪品が出回るトラブルもあった。赤城水産はマグロ抽出油を添加するなど、低コストで風味を向上させる製法を開発。ドコサヘキサエン酸とエイコサペンタエン酸を多く含む製品となり健康志向にマッチしたことで、消費拡大を加速させた。

## 名称の由来
以下のような由来あるいは説がある。

### ネギとトロを使ったからという説
文字通り、「ネギ」とマグロの「トロ」の組み合わせだから。なお、狭義の「トロ」は腹部の肉を指すが、それ以外でも脂が多い部位であれば「トロ」と呼ばれることがある。
1975年1月刊の『信用金庫』誌に掲載されたコラムには、執筆者が「浅草のあるおすし屋さん」でネギトロを食べ、店主に「ほかであまりきかないけど、おたくだけのものか」と訊ねたところ、「そうです。（中略）ネギのとても好きなお客さんがいらして、ネギを巻いてみてくれというご注文なのです、ついでにトロも一緒に入れてくれというので、試しに巻いたのです。ところが、これがなかなかいけるのですね。それで、その後いろいろ工夫してみました。トロをよくたたいてアブラをうかし、スジをとって、それからネギと一緒に巻くのです」と回答があった、というエピソードが語られている。
1980年代にはトロと香味野菜を組み合わせた新作寿司が登場しており、トロ・ネギ・ノリの組み合わせは相性の良さから広く人気を集めた。

### 「麦とろ」に由来するという説
金太楼鮨（#起源）は、上記のように三ノ輪店ですき身を使ったネギトロを考案したが、浅草の本店でメニューに取り入れた同店の社長は当時とろろ麦飯を供する浅草の飲食店「麦とろ」が人気だった事からその名前にあやかり「ねぎとろ」にしたと語っている。

### 調理法によるものという説
ネギともトロとも関係なく、「ねぎ取る」という動詞が由来だとする説がある。建築用語で建物の基礎を形成するために地面を掘ることを「根切る」と言うが、ここから転じて身をこそぎ取ることを「ねぎる」、さらに転じて「ねぎ取る」と言うようになり、業者がマグロを丸ごと1本買い取って骨の隙間や皮の裏にある身を「ねぎ取って」作るから「ねぎとろ」と呼ぶようになった、という主張である。
美味しんぼの55巻・第5話の『料理人と評論家』でも、ネギトロは骨や皮の裏についた身を取って作っており、骨の周りの肉は獣肉でも魚肉でも一番おいしいなどと解説している。
辞書編纂者の飯間浩明はこの説について、「ねぎる」が「取る」と複合したなら「ねぎり取る」になるはず、「ねぎ取る」を名詞化したなら「ねぎとり」になるはず、そもそも「こそぎ取る」意としての「ねぎる」「ねぎ取る」はいずれもこの説を語る際以外の用例が確認できない、いわば実在しない動詞であることから無理のある俗説であると主張している。

## 製法
マグロの中骨に残る「中落ち」や、皮に残った身をすき取ったものを、ネギなどと叩いてミンチ状にする。
スーパーマーケットなどで販売されているネギトロには、水産加工工場で大量生産されたものもある。キハダマグロやカジキマグロ・メバチマグロ、あるいはビンナガマグロなどの赤身に、植物油脂やショートニング、ラードや、酸化防止剤、調味料などを添加することがある。専用の油脂製品もある。

## ネギトロを使用した料理
ネギトロ巻き
ネギトロを具材とし、細巻き寿司や軍艦巻きとして供される。赤身もトロも用いられる。細かく刻まれた長葱や浅葱を加えることもある。

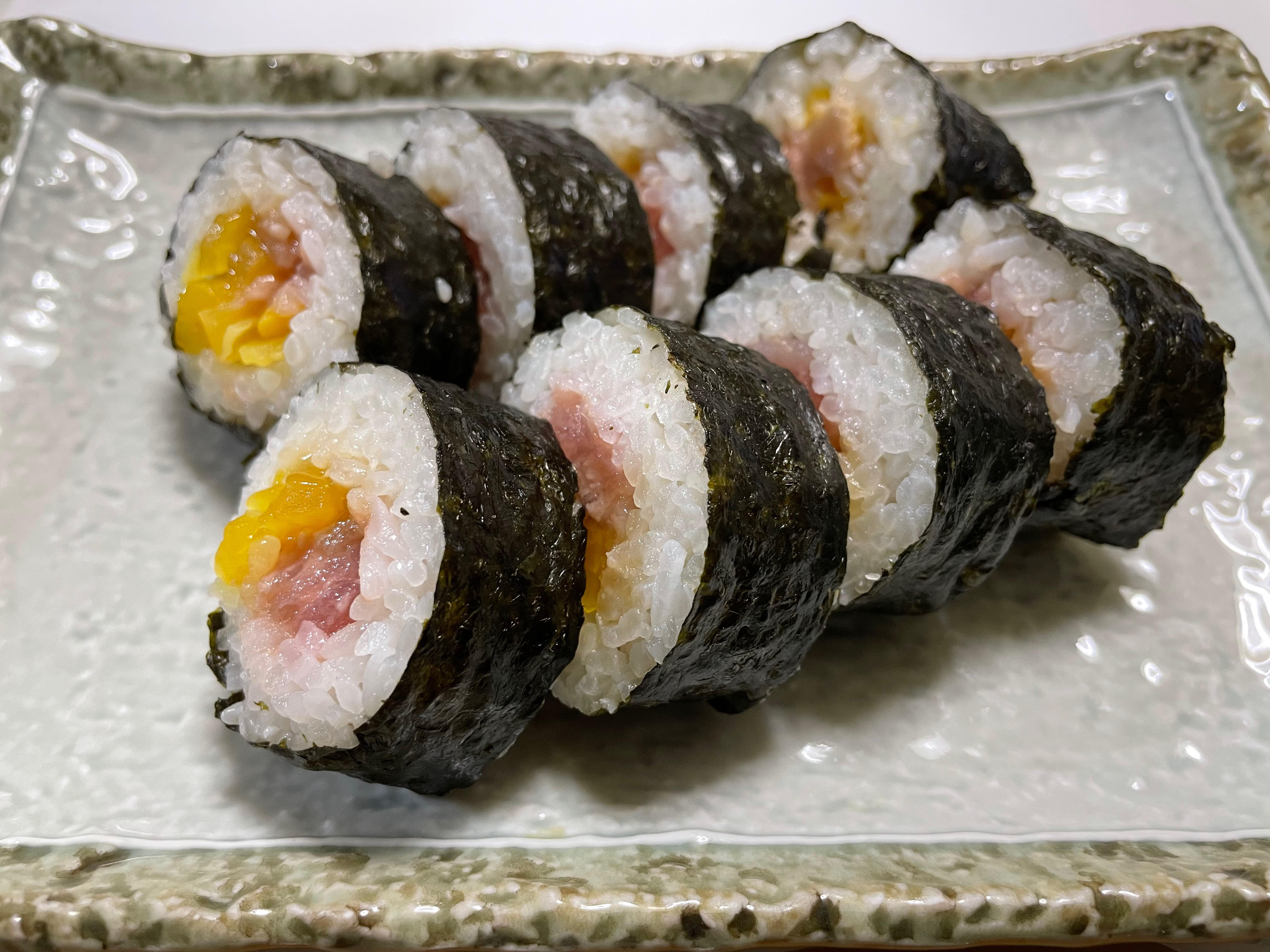
トロタク巻き
たくわんとネギトロを芯とする。北海道の寿司屋が考案したとされる。
ネギトロ丼
寿司飯もしくは白米を丼によそい、その上にネギトロを盛る。「中落ち丼」とも呼ぶ。

## 国外での受容

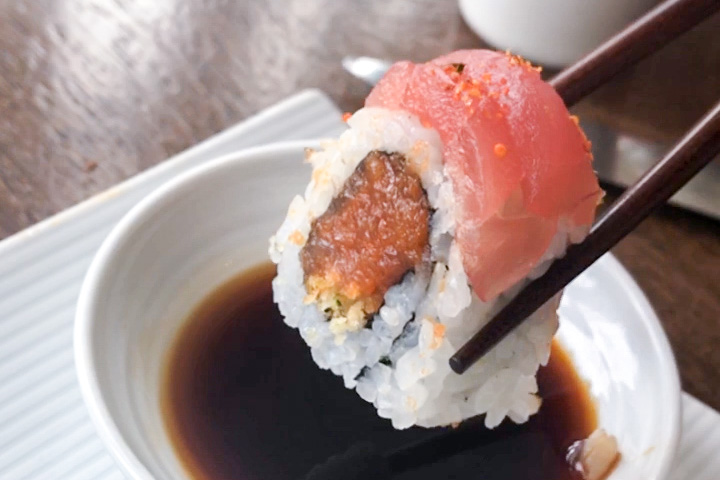
スパイシー・ツナ・ロール

国外での受容例として、カリフォルニアロールの一種である、スパイシー・ツナ・ロールが挙げられる。チリソースとマヨネーズで味付けした、ネギを含まないマグロの叩きを酢飯に巻く。海苔は外側ではなく、中に巻き入れる（裏巻き）。外側に一味唐辛子が降り掛けられる。
1980年代、アメリカ合衆国カリフォルニア州・ロサンゼルスにて、「マネキレストラン（Maneki restaurant）」のジーン・ナカヤマ（Jean Nakayama）によって生み出され、アメリカ国内で普及した。